# Culicoides inyoensis
Culicoides inyoensis är en tvåvingeart som beskrevs av Wirth och Blanton 1969. Culicoides inyoensis ingår i släktet Culicoides och familjen svidknott.
Artens utbredningsområde är Kalifornien. Inga underarter finns listade i Catalogue of Life.